# 명탐정 코난 경찰학교편
명탐정 코난 경찰학교편(名探偵コナン 警察学校編 Wild Police Story)는 아오야마 고쇼가 글을 쓰고 아라이 타카히로가 그림을 그린 일본 만화 시리즈이다. 아오야마 고쇼의 Case Closed 만화의 스핀오프이자 속편이다. 2019년 10월부터 2020년 11월까지 쇼가쿠칸의 주간 소년 선데이에 연재되었으며, 단행본 2권으로 장이 수집되었다. TMS 엔터테인먼트가 제작한 5부작 애니메이션 TV 시리즈로 2021년 12월부터 2023년 3월까지 방영되었다.